# Indiens president
Indiens president är landets statschef sedan 1950. På språket hindi heter presidentämbetet Rashtrapati, vilket bokstavligt översatt betyder rikets herre.
Indien erhöll självständighet från Storbritannien den 15 augusti 1947 och var därefter en dominion inom det brittiska samväldet med den brittiska monarken som sin statschef, representerad av en generalguvernör, även kallad vicekung, i landet. Det dröjde inte lång tid innan indierna ansåg det olämpligt att ha den forna kolonialherrens statschef som sin egen. I Indiens grundlag som beslutades den 26 november 1949 och trädde i kraft den 25 januari 1950 skapades det egna statschefsämbetet som kvarstår än i dag.
Droupadi Murmu är Indiens president sedan den 25 juli 2022.

## Presidentämbetet
Presidenten spelar en huvudsakligen ceremoniell och representativ roll i det indiska statslivet, där premiärministern och andra ministrar genom ministerrådet de facto styr i presidentens namn, och när presidenten använder sina befogenheter så sker det i regel på ministerrådets inrådan. Presidenten kan upplösa Lok Sabha, parlamentets lägre kammare, och utlysa nyval. Presidenten utser majoritetsledaren i Lok Sabha till premiärminister och utser formellt de allra flesta högre ämbetsmän. Alla lagar promulgeras av presidenten. Presidenten kan bevilja nåd samt har åtalsimmunitet.
Enligt Indiens grundlag är det presidenten som är överhuvud för den verkställande (inklusive högste befälhavare för militären), lagstiftande och dömande grenarna av Indiens federala statsmakt, och som i kraft därav har betydande befogenheter som kan användas om landet skulle hamna i en nödsituation.
För att kunna väljas till Indiens president krävs följande: 35 års ålder, indisk medborgare samt valbarhet som ledamot i Lok Sabha. Dessutom får en presidentkandidat inte ha någon form av statlig tjänst eller avlöning (office of profit), med undantag för vicepresidenten, delstatsguvernör, samt ministrar på federal och delstatlig nivå.

## Listor över presidenter sedan 1950

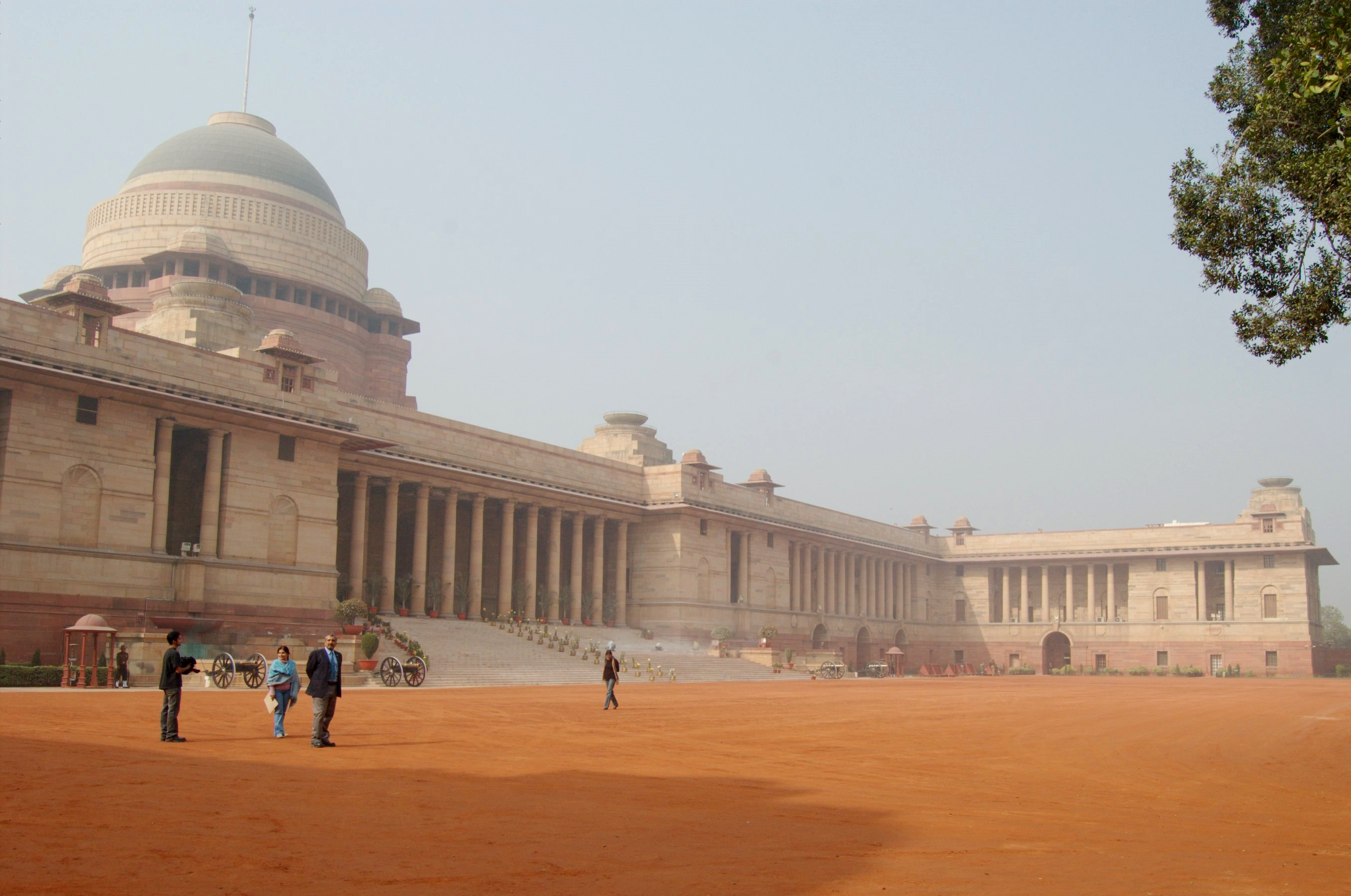
Presidentpalatset, Rashtrapati Bhavan,som byggdes under den brittiska kolonialtiden.

| Nr  | Bild | Namn                    | Tillträdde      | Avgick           |
| --- | ---- | ----------------------- | --------------- | ---------------- |
| 1.  |      | Rajendra Prasad         | 26 januari 1950 | 13 maj 1962      |
| 2.  |      | S. Radhakrishnan        | 13 maj 1962     | 13 maj 1967      |
| 3.  |      | Zakir Hussain           | 13 maj 1967     | 3 maj 1969       |
| 4.  |      | Varahagiri Venkata Giri | 24 augusti 1969 | 24 augusti 1974  |
| 5.  |      | Fakhruddin Ali Ahmed    | 24 augusti 1974 | 11 februari 1977 |
| 6.  |      | Neelam Sanjiva Reddy    | 25 juli 1977    | 25 juli 1982     |
| 7.  |      | Giani Zail Singh        | 25 juli 1982    | 25 juli 1987     |
| 8.  |      | R. Venkataraman         | 25 juli 1987    | 25 juli 1992     |
| 9.  |      | S.D. Sharma             | 25 juli 1992    | 25 juli 1997     |
| 10. |      | K.R. Narayanan          | 25 juli 1997    | 25 juli 2002     |
| 11. |      | A.P.J.Abdul Kalam       | 25 juli 2002    | 25 juli 2007     |
| 12. |      | Pratibha Patil          | 25 juli 2007    | 25 juli 2012     |
| 13. |      | Pranab Mukherjee        | 25 juli 2012    | 25 juli 2017     |
| 14. |      | Ram Nath Kovind         | 25 juli 2017    | 25 juli 2022     |
| 15. |      | Droupadi Murmu          | 25 juli 2022    |                  |